# 고바야시 다이키
고바야시 다이키(일본어: 小林大紀, 1991년 9월 23일 ~ )는 일본의 성우 겸 가수로 81프로듀스 소속 도요나카시 출신이다. 아이돌마스터 SideM의 미즈시마 사키, 난바카의 니코, 100% 파스칼 선생님의 스티브 카나모리, 퓨쳐 카드 버디파이트 에이스의 호시요미 스바루, 에구미 레거시의 인비저블 스토커/펌 스트라이프, 키노코이누의 주인공 머시룸 펍 역으로 유명하다.

## 작품

### TV 애니메이션
- 스타뮤
- ALL OUT!!
- 베이블레이드 버스트
- 난바카
- 종전유좌영검산
- 100% 파스칼 선생님
- 엘드라이브
- Just Because!
- 비밀♥비밀의 에그엔젤 코코밍
- 마사무네의 리벤지
- 일하는 세포
- 퓨처 카드 버디파이트 에이스
- 지박소년 하나코 군
- 2.43 세이인 고교 남자 배구부
- 경계전기
- 스케이트 리딩☆스타즈
- 전생했더니 슬라임이었던 건에 대하여
- 어서오세요 실력지상주의 교실에
- 플래티넘 엔드
- 사사키와 미야노
- 지박소년 하나코 군
- 아야카시 트라이앵글
- 듀얼마스터즈 윈 듀얼 워즈
- 이상한 과자가게 전천당
- 마법사의 신부
- 언데드 언럭
- WIND BREAKER

### 애니메이션 영화
- 마보로시 - 센바

### 비디오 게임
- 아이돌마스터 SideM
- 아크 더 래드
- Op8
- 쇼 바이 락!! 페스 어 라이브
- 앙상블 스타즈!